# Газотранспортний коридор Сіамська затока – Районг – Бангпаконг
Газотранспортний коридор Сіамська затока – Районг – Бангпаконг – система трубопроводів в Таїланді, створена для доставки продукції офшорних родовищ до провінції Районг (на південний схід від столиці країни Бангкоку) та далі до центрального регіону.
Починаючи з 1980-х років в Таїланді створили систему доставки блакитного палива з родовищ Сіамської затоки, у розвитку якої можна виділити кілька етапів:
–  введений в експлуатацію у 1981 році трубопровід від родовища Ераван до газопереробного заводу Районг, також відомий як Перший трубопровід. Його довжина складає 415 км, діаметр 850 мм, максимальна пропускна здатність – до 24,3 млн.м3 на добу. В 1984-му до нього зроблена врізка газопроводу від родовища Платонг (діаметр 600 мм, довжина 42 км);
– запущений в 1997 році трубопровід від родовища Бонгкот до створеного на Ераван газового хабу та далі до того ж ГПЗ Районг, також відомий як Другий трубопровід. Його довжина складає 589 км, з яких 171 км приходиться на ділянку між родовищами Бонгкот та Ераван, виконану в діаметрі 800 мм, тоді як основна частина маршруту споруджена із труб 900 мм. При цьому пропускна здатність ділянки від Бонгкот становить 17,9 млн.м3 на добу, а від Ераван – вже 32,5 млн.м3. До цієї нитки системи також підключили лінії від родовищ  Пайлін, Тантаван, Бенджамас (діаметр 450-600 мм, довжина 53-55 км). Водночас, в межах проекту розробки Бонгкот проклали трубопровід від хабу Ераван до ГПЗ Ханом у південній провінції провінції Накхонсітхаммарат. Спорудження описаної системи здійснило в 1992 – 1995 роках трубоукладальні судна "Castoro V" та "Semac 1"; 
–  введений в експлуатацію у 2007-2008 роках трубопровід з родовища Артіт (Arthit) до хабу Ераван і далі все до того ж ГПЗ Районг, також відомий як Третій трубопровід. Довжина цієї нитки складає 606 км, діаметр 1050 мм по всій довжині, при цьому пропускна здатність зростає від 19,8 млн.м3 в початковій точці на Артіт до 53,7 млн.м3 після Ераван. Основна частина зазначеного приросту припадає на маніфольд Артіт PLEM  (Pipeline End Manifold Tie-in), куди приєднується газопровід із блоку А18 у Зоні спільного розвитку Таїланду та Малайзії (можливо відмітити, що з останньої продукція видається не лише до Районг, але й до південної провінції Сонгкхла та далі у Малайзію). Відомо, що якусь ділянку довжиною 87 кілометрів спорудили трубоукладальні судна "Castoro Otto" та "Semac 1" (вони ж займались будівництвом газопроводу у Зоні спільного розвитку Таїланду та Малайзії). 
Підготований на ГПЗ Районг товарний газ може використовуватись у розташованих поруч індустріальних зонах, де працюють (або працювали): 
–  завод азотної хімії National Fertilizer Company, що досягнув будівельної готовності в 1988 році; 
–  численні нафтохімічні виробництва, зокрема, установки парового крекінгу компанії PTT, перша з яких стала до ладу у 1989-му, та піролізні виробництва Siam Cement Group, введення яких в експлуатацію почалось в 1999-му; 
–  нафтопереробний завод Star Petroleum Refining (найбільший акціонер Chevron), що став до ладу в 1996-му; 
–  нафтопереробний завод Rayong II (найбільший акціонер тайський державний нафтогазовий концерн PTT), який ввели в експлуатацію у 1996-му; 
–  нафтопереробний завод та нафтохімічні виробництва Thai Petrochemical Industry (наразі належать Integrated Refinery & Petrochemical Complex), що почали роботу в 1998-му та мають, зокрема, власну ТЕЦ; 
–  теплова електростанція Районг (працювала з початку 1990-х до першої половини 2010-х); 
–  численні теплоелектроцентралі (Glow SPP 1, Glow SPP2/SPP3, Glow 1/2, CUP-1, CUP-2, BGPMR, IRPC Clean Power, Siam Power Generation, Nexif Ratch Energy Rayong, Районг TLP, Bangkok Cogeneration, BCC2). 
Від ГПЗ Районг на північ до Бангпаконг споруджено три нитки газопроводів, що вводились паралельно з Першим, Другим та Третім трубопроводами. Вони мають довжину 104, 105 та 110 км і діаметр 700 мм (перший) та 900 мм (два наступні). Їх траса проходить через потужний індустріальний район, де, зокрема, діють чи діяли:
–  нафтопереробний завод компанії Thaioil (ще одна дочірня структура концерну PTT) із власною ТЕЦ та новою додатковою  ТЕЦ TOP SPP;
–  теплова електростанція Срірача;
–  теплова електростанція Бовін;
–  численні теплоелектроцентралі (ABPR 1/2, ABPR 3/4, ABPR 5, Sahacogen, BPWHA 1, Glow SPP11 Ph 1/3, Glow SPP11 Ph 2,  Gulf TS 1, 2, Gulf TS 3, 4, Gulf VTP, ABP 1/2, ABP 3, ABP 4/5, Лаемчабанг).
Доправлений до Бангпаконг ресурс може використовуватись ТЕС Бангпаконг та передаватись у газопроводи Бангпаконг – Бангкок-Південь і Бангпаконг – Вангной.
З 2011 року через наземну частину описаної вище системи стало можливим постачати блакитне паливо, отримане через термінал для імпорту ЗПГ Мап-та-Пхут. Втім, обсягів існуючої інфраструктури було для нього недостатньо, що призвело до спорудження Четвертого та П'ятого трубопроводів. 